# Хомяков, Леонид Петрович (Герой Советского Союза)
Леонид Петрович Хомяков (1924—1999) — генерал-майор Советской Армии, участник Великой Отечественной войны, Герой Советского Союза (1945).

## Биография
Леонид Хомяков родился 25 сентября 1924 года в селе Окинино (ныне — Лысковский район Нижегородской области). После окончания средней школы работал в районном дорожном управлении. В августе 1942 года Хомяков был призван на службу в Рабоче-крестьянскую Красную Армию. В 1943 году он окончил Ленинградское военно-инженерное училище. С мая 1944 года — на фронтах Великой Отечественной войны.
К апрелю 1945 года гвардии младший лейтенант Леонид Хомяков командовал взводом 33-го гвардейского отдельного моторизованного инженерного батальона 4-й гвардейской танковой армии 1-го Украинского фронта. Отличился во время штурма Берлина. 27 апреля 1945 года взвод Хомякова с передовым отрядом переправился через канал и захватил первую траншею, после чего прикрыл переправу основных сил. 1 мая 1945 года, находясь во главе роты, Хомяков не дал вырваться из окружения крупной немецкой группировке, насчитывавшей около 600 солдат и офицеров, и вынудил её сложить оружие.
Указом Президиума Верховного Совета СССР от 27 июня 1945 года гвардии младший лейтенант Леонид Хомяков был удостоен высокого звания Героя Советского Союза с вручением ордена Ленина и медали «Золотая Звезда» за номером 6698.
После окончания войны Хомяков продолжил службу в Советской Армии. В 1956 году он окончил Военно-инженерную академию. В 1984 году в звании генерал-майора Хомяков был уволен в запас. Проживал в Москве.
Скончался 15 июля 1999 года, похоронен на Троекуровском кладбище Москвы.
Был также награждён орденом Отечественной войны 1-й степени, двумя орденами Красной Звезды, орденом Трудового Красного Знамени и рядом медалей.